# Octeville-l'Avenel

Octeville-l'Avenel este o comună în departamentul Manche, Franța. În 1 ianuarie 2022 avea o populație de 233 de locuitori.